# Јеванђеље Истине
Јеванђеље истине је хришћански апокрифни спис пронађен у Наг Хамадију 1945. године.
Процењује се да је настао средином 2. века (између 140. и 180. године). Текст одражава хришћанско гностичко учење, а неки сматрају да га је писао сам Валентин. Јеванђеље истине приповеда о тужном стању човека, одељеног од “Оца истине”. И о Исусу, који је дошао људима објавити знање о Оцу и ослободити свет владавине заблуде. 
Ово дело спомиње Иринеј Лионски у свом спису Против јереси (Adversus Haereses, 3.11.9), што је до проналаска, био једини спомен његовог постојања. 